# Amanganj
Amanganj é uma vila e uma nagar panchayat no distrito de Panna, no estado indiano de Madhya Pradesh.

## Geografia
Amanganj está localizada a 24° 26′ N, 80° 02′ L. Tem uma altitude média de 329 metros (1079 pés).

## Demografia
Segundo o censo de 2001, Amanganj tinha uma população de 11 614 habitantes. Os indivíduos do sexo masculino constituem 54% da população e os do sexo feminino 46%. Amanganj tem uma taxa de literacia de 60%, superior à média nacional de 59,5%; com 60% para o sexo masculino e 40% para o sexo feminino. 17% da população está abaixo dos 6 anos de idade.